# Barbara Follett
Daphne Barbara Follett, née Hubbard le 25 décembre 1942 à Kingston (Jamaïque), est une femme politique britannique, membre du Parti travailliste.
Elle est députée pour circonscription de Stevenage de 1997 à 2010, et ministre de la Culture et du Tourisme d'octobre 2008 à septembre 2009 dans le gouvernement de Gordon Brown. Elle est impliquée dans le scandale des dépenses du Parlement du Royaume-Uni en 2009, et doit rembourser 32 000 £ et démissionner de son poste de députée.
Elle est la seconde épouse de l'écrivain à succès Ken Follett et il est son quatrième mari.